# Laurel (Misisipi)
Laurel es una ciudad del condado de Jones, Misisipi, Estados Unidos. Según el censo de 2000 tenía una población de 18.393 habitantes y una densidad de población de 460.2 hab/km².

## Demografía
Según el censo de 2000, había 18.393 personas, 6.925 hogares y 4.542 familias residiendo en la localidad. La densidad de población era de 460,2 hab./km². Había 7.804 viviendas con una densidad media de 195,3 viviendas/km². El 40,64% de los habitantes eran blancos, el 55,08% afroamericanos, el 0,11% amerindios, el 0,33% asiáticos, el 0,01% isleños del Pacífico, el 3,17% de otras razas y el 0,67% pertenecía a dos o más razas. El 3,87% de la población eran hispanos o latinos de cualquier raza.
Según el censo, de los 6.925 hogares en el 29,7% había menores de 18 años, el 37,2% pertenecía a parejas casadas, el 23,5% tenía a una mujer como cabeza de familia, y el 34,4% no eran familias. El 30,1% de los hogares estaba compuesto por un único individuo, y el 14,4% pertenecía a alguien mayor de 65 años viviendo solo. El tamaño promedio de los hogares era de 2,61 personas y el de las familias de 3,21.
La población estaba distribuida en un 27,9% de habitantes menores de 18 años, un 10,1% entre 18 y 24 años, un 25,4% de 25 a 44, un 19,4% de 45 a 64, y un 17,2% de 65 años o mayores. La media de edad era 35 años. Por cada 100 mujeres había 85,8 hombres. Por cada 100 mujeres de 18 años o más, había 80,5 hombres.
Los ingresos medios por hogar en la localidad eran de 24.988 dólares ($), y los ingresos medios por familia eran 30.185 $. Los hombres tenían unos ingresos medios de 27.077 $ frente a los 17.336 $ para las mujeres. La renta per cápita para la ciudad era de 15.561 $. El 28,9% de la población y el 21,4% de las familias estaban por debajo del umbral de pobreza. El 37,5% de los menores de 18 años y el 19,3% de los habitantes de 65 años o más vivían por debajo del umbral de pobreza.

## Geografía
Según la Oficina del Censo de los Estados Unidos, Laurel tiene un área total de 40,8 km² de los cuales 40,0 km² corresponden a tierra firme y 0,9 km² a agua. El porcentaje total de superficie con agua es 2,09%.